# Arco de triunfo de Orange
El arco de triunfo de Orange (en francés, Arc de triomphe d'Orange) es un arco de triunfo ubicado en la ciudad de Orange, sureste de Francia. Está situado 600 metros al norte desde el centro de la ciudad, en la Route nationale 7.

## Historia
Existe un debate sobre cuándo se construyó el arco, pero las investigaciones actuales favorecen una fecha durante el reinado de Augusto. Fue construido en la anterior via Agrippa para honrar a los veteranos de las guerras de las Galias y la Legio II Augusta. Fue posteriormente reconstruido por el emperador Tiberio para celebrar las victorias de Germánico sobre las tribus germanas en Renania. El arco contiene una inscripción dedicada al emperador Tiberio en el año 27 a. C. Se concluye, pues, que fue construido en el siglo I, durante la Pax Romana, entre los años 10 y 26-27, en honor de César Augusto.
El arco fue usado como un castillo durante la Edad Media para guardar los puntos de entrada meridionales de la ciudad. El arquitecto Augustin Caristie estudió el arco y llevó a cabo restauraciones del mismo en los años 1850.

## Descripción
El arco fue en un principio construido usando grandes bloques calizos sin mortero. Tiene tres arcos, siendo el central más grande que los laterales. Toda la estructura mide 19,57 metros de largo por 8,40 metros de ancho, alzándose hasta una altura de 19,21 metros. Cada fachada tiene dos columnas corintias adosadas. De los arcos con este diseño que han llegado hasta la modernidad, este es el más antiguo. El mismo diseño se usó posteriormente para el Arco de Septimio Severo y el Arco de Constantino.
Está decorado con varios relieves de temas militares, incluyendo batallas navales, despojos de guerra y romanos combatiendo a los germanos y a los galos. En el relieve de una batalla en el frente norte puede verse a un soldado de infantería romano llevando el escudo de la Legio II Augusta.

## Protección
El Arco de Triunfo de Orange fue declarado Monumento histórico de Francia en 1840 y Patrimonio de la Humanidad por la Unesco en 1981.